# بريت ووكر (محام بالقضاء العالي)
بريت ووكر (بالإنجليزية: Bret Walker)‏ هو محام بالقضاء العالي أسترالي، ولد في 1954.